# S/2006 S 14
S/2006 S 14 — природний супутник Сатурна. Відкритий 8 травня 2023 року Скоттом Шеппардом, Девідом Джуїттом, Дженом Кліна, Бреттом Гледменом, Едвардом Ештоном, Жан-Марком Петі та Майком Александерсеном зі спостережень, зроблених між 5 січня 2005 року та 9 липня 2021 року.
Діаметр S/2006 S 14 – близько 3 км, велика піввісь – 21 062 100 км, орбітальний період – 1152,68 земної доби. Обертається навколо Сатурна зі зворотним орбітальним рухом під нахилом 166,7° до площини екліптики, ексцентриситет орбіти – 0,060. S/2006 S 14 належить до скандинавської групи і на даний момент є найменш ексцентричним неправильним супутником Сатурна.